# Jurij Kutsenko
Jurij Michailovitj Kutsenko (ryska: Юрий Мхиайович Күценко), född 5 mars 1952 i Tavrovo i Belgorod oblast i Ryssland, död 23 maj 2018 i Belgorod, var en sovjetisk friidrottare inom mångkamp.
Han tog OS-silver i tiokamp vid friidrottstävlingarna 1980 i Moskva.